# William Willet
William Willet (1. listopad 1869, New York – 29. březen 1921, Filadelfie) byl americký malíř portrétů, neogotických vitráží a nástěnných maleb. Spolu se svou manželkou Anne Lee Willetovou založil v roce 1899 studio Willet Stained Glass and Decorating Company.
Byl pod vlivem britských prerafaelitů, v opozici proti tzv. americké škole tvorby vitráží, kterou charakterizovalo zejména používání opalizujícího skla. Willet tvrdil, že použití opalizujícího skla ignoruje principy architektury a nenaplňuje význam okna.

## Galerie

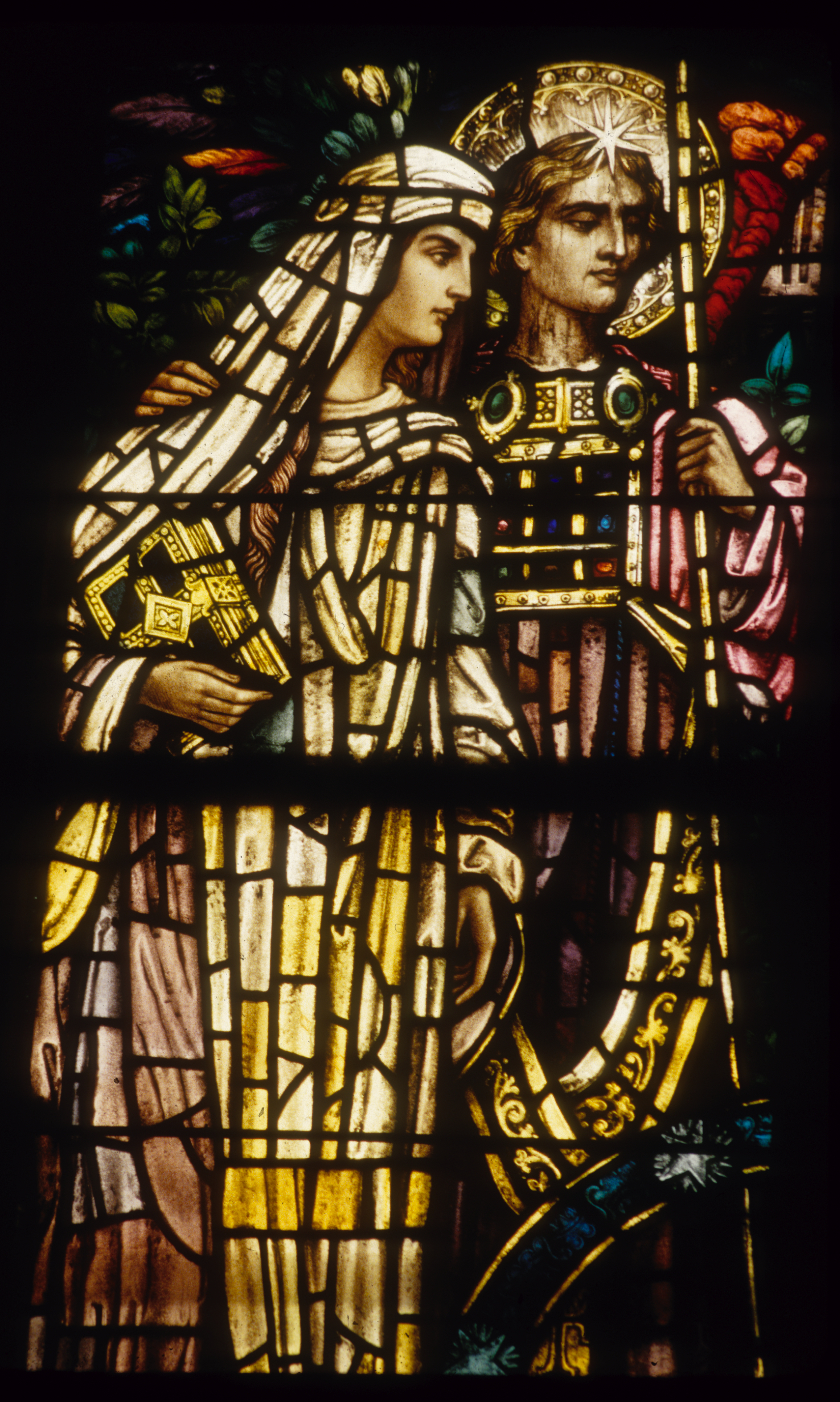
Married Couple
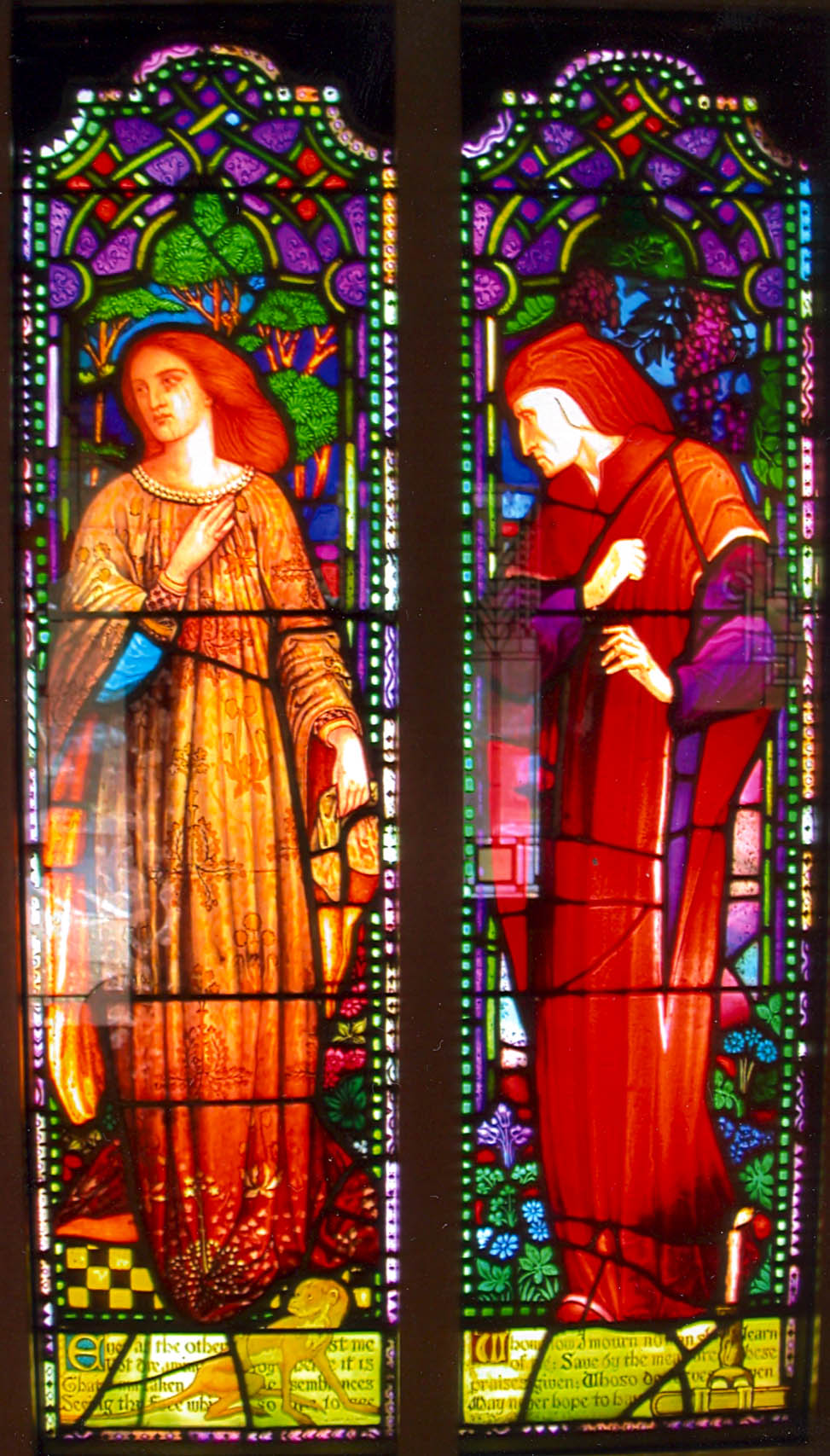
Dante&Beatrice
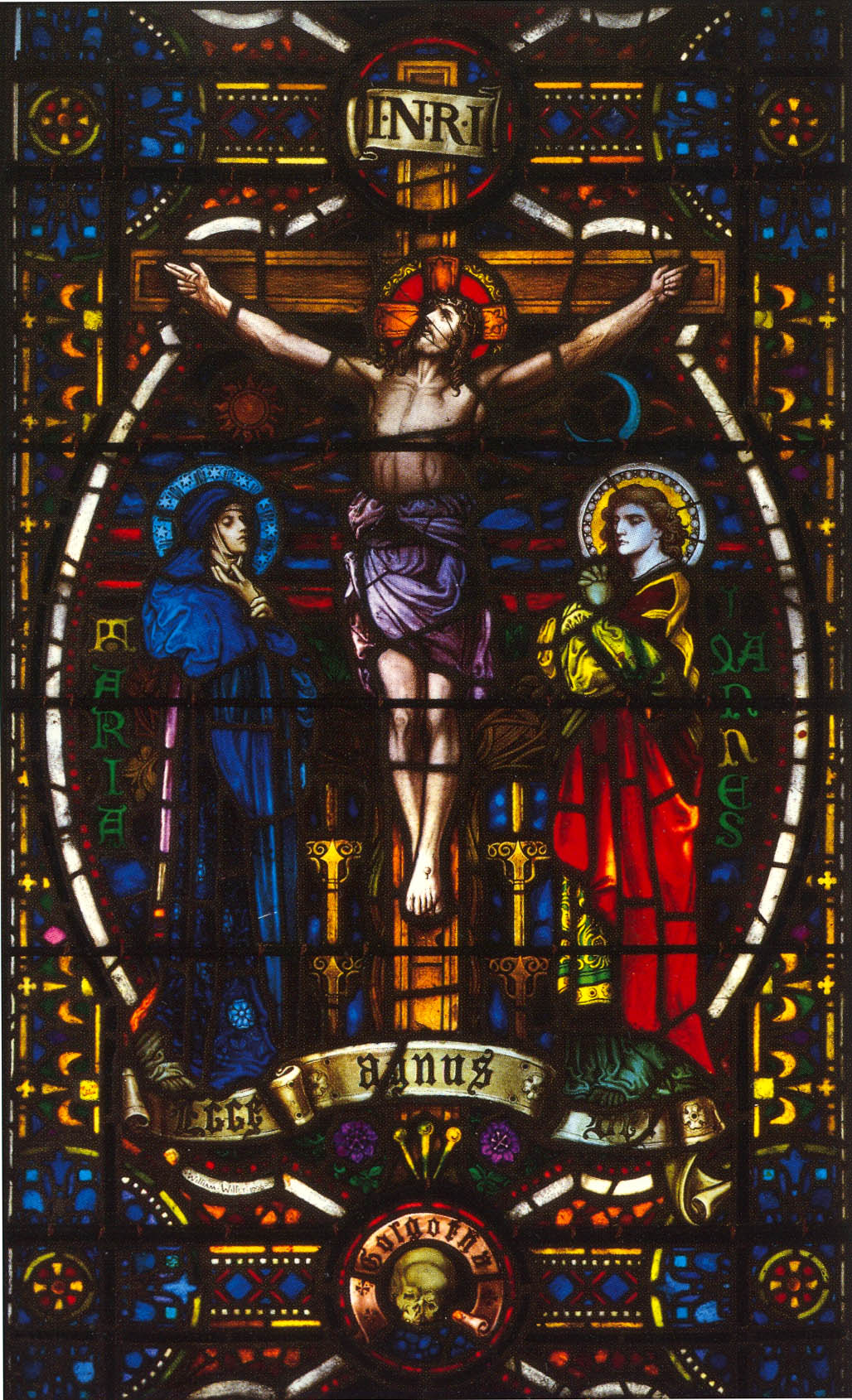
Crucifixion